# Whiteleggia multicarinata
Whiteleggia multicarinata is een naaldkreeftjessoort uit de familie van de Whiteleggiidae. De wetenschappelijke naam van de soort is voor het eerst geldig gepubliceerd in 1901 door Whitelegge.